# زفيزف أزغب
زفيزف أزغب (الاسم العلمي:Ziziphus pubescens) هو نوع من النباتات يتبع جنس الزفيزف من الفصيلة السدرية.